# Musikleistung
Die Musikleistung ist eine nicht genormte und in der Werbung für Audiogeräte wie Audioverstärker und Lautsprecher
häufig verwendete Leistungsangabe in Watt. Die Schallleistung eines Lautsprechers ergibt sich dabei aus der zugeführten elektrischen Energie und dem Lautsprecherwirkungsgrad.
Die Musikleistung und insbesondere die verwandte Angabe der PMPO, auch P.M.P.O. für englisch Peak Music Power Output, werden durch wenig seriöse Messmethoden oder gar beliebige Berechnungsmethoden bestimmt, um in Datenblättern oder Kundendokumentationen möglichst hohe scheinbare Leistungswerte angeben zu können.

## Grundlagen
Seriöse Leistungsangaben für Lautsprecher und Verstärker basierten schon in den 1970er Jahren nicht auf der Musikleistung, sondern auf der Nennleistung. Sie nennt die maximal zulässige Daueraufnahme- bzw. Abgabeleistung bei einer Speisung mit einem rosa Rauschen, die Norm ist die (mittlerweile zurückgezogene) DIN 45324.
Bis etwa zum Jahr 2000 wurde anstelle der Nennleistung die im englischsprachigen Raum verbreitetere Sinusleistung oder die RMS-Leistung (englisch Watts R.M.S.) angegeben, die mit einer elektrisch genau definierten Methode ermittelt werden. Wegen der durch die Messmethode der RMS-Leistung höheren Werte hatte sich die Angabe Watts R.M.S. bald aus Wettbewerbsgründen als alleinige Angabe durchgesetzt. Ein Grund ist auch, dass die alleinige Angabe der Sinusleistung einen Verstärker oder Lautsprecher nicht sinnvoll charakterisiert. Die Sinusleistung hat den geringsten Wert, ist jedoch für Musikwiedergabe nicht besonders relevant (sie entspräche einem Dauerton); Musik enthält jedoch üblicherweise eine (rhythmisch bedingte) hohe Dynamik, die mehrere Größenordnungen umfasst. Oft wurde daher auch die Sinus- und die Musikleistung angegeben.
Bei der Angabe der Musikleistung wird ein kurzzeitig erreichbarer Leistungs-Spitzenwert pro Kanal angegeben, der ein Maß für die maximale Aussteuerbarkeit bei Lautstärkespitzen eines Musiksignales ist, bei der das Signal gerade noch ohne clipping verarbeitet wird. Der Klirrfaktor wird dazu jedoch meist nicht angegeben, die Zeitdauer ist ebenfalls nicht festgelegt.
Konstruktiv wird die Musikleistung eines Verstärkers im Allgemeinen durch die Auslegung des Netzteils, insbesondere der Netzteilkondensatoren, bestimmt, welche die Energie für kurzzeitige Stromspitzen (Bass-Rhythmen) zur Verfügung stellen müssen. Werte bis zu 50.000 µF sind gebräuchlich und sinnvoll. Eine geringe Differenz zwischen der Nennleistung (Dauerleistung) und der Musikleistung stellt ein Gütemerkmal für die Auslegung des Netzteiles dar, da sich das Netzteil darin als besser dafür ausgelegt erweist, Ströme und erforderliche Spannung auch bei wiederholter Spitzenbelastung zur Verfügung zu stellen.
Die elektrische Leistung P wird, auch bei Musiksignalen, allgemein durch den arithmetischen Mittelwert der Momentanwerte von elektrischer Spannung u(t) und dem elektrischen Strom i(t) nach folgender Beziehung gebildet:
{\displaystyle P={\frac {1}{T}}\int _{0}^{T}u(t)\cdot i(t)\,dt\,}
Bei rein Ohmschen Widerständen R können die Effektivwerte der Spannung U und Strom I äquivalent eingesetzt werden:
{\displaystyle P=U\cdot I={\frac {U^{2}}{R}}\,}

### Beispiel
Eine Gegentaktendstufe kann einen Spitzenwert von 6 V in einen Lautsprecher mit einer Impedanz von 8 Ω liefern. Dies entspricht einer Spitzenleistung Ppeak von
{\displaystyle P_{\mathrm {peak} }={\frac {(6\,\mathrm {V} )^{2}}{8\,\Omega }}=4{,}5\,\mathrm {W} }
Bei einem angenommen sinusförmigen Spannungsverlauf beträgt in diesem Fall der Effektivwert der Spannung U:
{\displaystyle U={\frac {6\,\mathrm {V} }{\sqrt {2}}}\approx 4{,}242\,\mathrm {V} }
was in diesem Fall einer mittleren elektrischen Leistung von:
{\displaystyle P={\frac {(4{,}242\,\mathrm {V} )^{2}}{8\,\Omega }}=2{,}25\,\mathrm {W} }
am Lautsprecher entspricht.

## PMPO
Geräte im preiswerten Consumersegment werden häufig mit einer Leistungsangabe in PMPO oder P.M.P.O. beworben. Dieser nicht definierte Wert ermöglicht wettbewerbsrechtlich abgesichert die Angabe von Leistungswerten, die die messbare Leistungsfähigkeit eines Gerätes um mehrere Größenordnungen überschreiten können. Sie wird für die Ausgangsleistung eines Verstärkers und bei Eingaben zur Eingangsleistung von Lautsprechern verwendet.
Schon für die ausgeschriebene Bedeutung dieser Abkürzung existieren unterschiedliche Varianten:
- Peak Music Power Output
- Peak Maximum Power Output
- Pulse Maximum Power Output
- Prompt Music Power Output

Für PMPO existieren keine anerkannten Definitionen und Messverfahren, es ist ein rein theoretisch unter unrealistischen Annahmen errechneter Wert. Über die Qualität von Leistung und Signalverarbeitung in Geräten macht PMPO daher keine verwertbare Aussage. Es geht ausschließlich darum, unter optimalen Annahmen wie Kurzzeitimpuls oder Schätzung des theoretischen Maximalwerts unter Vernachlässigung von Verzerrungen eine möglichst hohe und damit werbewirksame Zahl angeben zu können.
Beispielsweise kann als PMPO diejenige elektrische Leistung angegeben werden, die als Summe aller Kanäle zerstörungsfrei im Scheitelpunkt einer Schallschwingung abgegeben werden könnte. Bei Mehrkanalsystemen wird häufig diese in der Praxis nicht erreichbare Leistung eines einzelnen Kanals noch mit der Anzahl der Kanäle multipliziert, obwohl technisch nicht alle Ausgänge gleichzeitig ihre volle Einzelleistung abgeben können. Bei Verstärkern wird als PMPO oft der Quotient aus dem Quadrat der Leerlauf-Versorgungsspannung und der minimal zulässigen Lastimpedanz angegeben. Dieser Wert beträgt bereits mehr als das Doppelte der Musikleistung, da es der Scheitelwert einer Sinusschwingung ist und überdies nicht den Spannungsabfall an der Endstufe berücksichtigt. Oft übersteigt die PMPO-Angabe jedoch selbst diesen Wert noch erheblich.

## Begriff RMS-Leistung
Der Effektivwert wird als eine Form des quadratischen Mittelwerts und abgekürzt auch als RMS für englisch Root Mean Square bezeichnet. Die RMS-Leistung ist die mittlere Leistung über einem vorgegebenen Frequenzband, wobei das Signal, aus dem die RMS-Leistung errechnet wird, ein rosa Rauschen innerhalb des Frequenzbands ist. Der quadratische Mittelwert ist die wesentliche Größe für die thermische Bemessung einer Leistungsgröße.

## Anerkannte Kennwerte
International genormte Definitionen und Messverfahren für Leistungskennwerte elektroakustischer Geräte wie z. B. Mikrofone, Lautsprecher, Verstärker sind in den Normen der Reihe DIN EN 60268 bzw. DIN IEC 60268 festgelegt. Zur Charakterisierung hochwertiger Lautsprecher im Heimbereich wird nur ein Teil der in DIN EN 60268-5 festgelegten Kennwerte benötigt.
Zur Beschreibung der elektrischen Leistung sind folgende Werte üblich:
- bei Verstärkern die maximal bei Anschluss der Nennimpedanz lieferbare Dauerleistung bei Speisung mit einem rosa Rauschen nach DIN 45324 und die Sinusleistung (Sinus-Dauerton) in die Nennimpedanz.
- bei Lautsprechern die maximale Langzeit-Eingangsleistung und die maximale Kurzzeit-Eingangsleistung
  - Hochtonlautsprecher: die Nennleistungsangabe benennt oft das gesamte Frequenzspektrum eines rosa Rauschen, wobei sie jedoch nur mit demjenigen Frequenzband gespeist werden, für das sie spezifiziert sind. Sie können damit zum Einsatz in einer Mehrwegebox verglichen werden.
  - Tieftonlautsprecher werden ebenso angegeben, jedoch ist hier der Unterschied durch das eingeschränkte Frequenzband nicht so groß wie bei Hochtonlautsprechern. Dennoch können Tieftonlautsprecher auch durch hohe Frequenzen zerstört werden, da sie dann zum Beispiel aufgrund ausbleibender Bewegung der Schwingspule schlechter gekühlt werden.

Lautsprecherboxen können insbesondere bei hohen Frequenzen auch nicht annähernd deren Nennleistungen als Sinuston wiedergeben, ohne zerstört zu werden. Das ist kein Qualitätsmangel, sondern beruht bei der statistischen Leistungsverteilung üblicher Musiksignale auf dem signifikant geringeren Leistungsanteil hoher gegenüber tieferen Tönen. Auch Lautsprecherboxen werden daher zweckmäßigerweise mit einem rosa Rauschen zur Bestimmung der Nennleistung nach DIN 45324 gespeist, das seine höchsten Leistungsanteile bei niedrigeren Frequenzen hat.
Diese Werte charakterisieren nur das elektrische Leistungsaufnahmevermögen eines Lautsprechers und enthalten noch keine Aussage über dessen Schallleistung, über den Wirkungsgrad verknüpft, und die Verzerrungen des Lautsprechers, als Klirrfaktor ausgedrückt. Die Effizienz von Lautsprechern wird als mittlerer Schalldruck bzw. Schalldruckpegel (Kennschalldruckpegel, z. B. 1 kHz bei 1 Watt Speiseleistung, gemessen in 1 m Abstand) angegeben.